# Comuna Glodeanu-Siliștea, Buzău
Glodeanu-Siliștea (în trecut, și Frecăței) este o comună în județul Buzău, Muntenia, România, formată din satele Casota, Cârligu Mare, Cârligu Mic, Corbu, Cotorca, Glodeanu-Siliștea (reședința), Satu Nou și Văcăreasca.

## Așezare
Comuna se află în extremitatea sudică a județului, la limita cu județul Ialomița, în câmpia Bărăganului. Este traversată de șoseaua județeană DJ102H, care o leagă spre nord-vest de orașul Mizil și de comuna Glodeanu Sărat (DN2) și spre sud-est de comunele din nordul județului Ialomița, terminându-se în DN2C la Miloșești. Prin comună trece și calea ferată București-Urziceni-Făurei, pe care este deservită de gara Cotorca.

## Demografie
Componența etnică a comunei Glodeanu-Siliștea
     Români (93,82%)
     Alte etnii (0,18%)
     Necunoscută (6%)
Componența confesională a comunei Glodeanu-Siliștea
     Ortodocși (93,34%)
     Alte religii (0,48%)
     Necunoscută (6,18%)
Conform recensământului efectuat în 2021, populația comunei Glodeanu-Siliștea se ridică la 3.364 de locuitori, în scădere față de recensământul anterior din 2011, când fuseseră înregistrați 3.998 de locuitori. Majoritatea locuitorilor sunt români (93,82%), iar pentru 6% nu se cunoaște apartenența etnică. Din punct de vedere confesional, majoritatea locuitorilor sunt ortodocși (93,34%), iar pentru 6,18% nu se cunoaște apartenența confesională.

## Politică și administrație
Comuna Glodeanu-Siliștea este administrată de un primar și un consiliu local compus din 13 consilieri. Primarul, Gabriel Popescu[*], de la Partidul Social Democrat, este în funcție din 2012. Începând cu alegerile locale din 2024, consiliul local are următoarea componență pe partide politice:
|  | Partid                          | Consilieri | Componența Consiliului | Componența Consiliului | Componența Consiliului | Componența Consiliului | Componența Consiliului | Componența Consiliului | Componența Consiliului | Componența Consiliului | Componența Consiliului | Componența Consiliului |
|  | ------------------------------- | ---------- | ---------------------- | ---------------------- | ---------------------- | ---------------------- | ---------------------- | ---------------------- | ---------------------- | ---------------------- | ---------------------- | ---------------------- |
|  | Partidul Social Democrat        | 10         |                        |                        |                        |                        |                        |                        |                        |                        |                        |                        |
|  | Alianța pentru Unirea Românilor | 2          |                        |                        |                        |                        |                        |                        |                        |                        |                        |                        |
|  | Partidul Național Liberal       | 1          |                        |                        |                        |                        |                        |                        |                        |                        |                        |                        |

## Istorie
Satele din zonă au început să capete configurația actuală începând cu sfârșitul Războiului Ruso-Turc din 1806–1812, care devastase zona și dusese la împrăștierea vechiului sat Glodeanu. La sfârșitul secolului al XIX-lea, comuna Glodeanu-Siliștea era inclusă în plasa Tohani a județului Buzău, fiind formată doar din satul de reședință, cu 1500 de locuitori ce trăiau în 321 de case. În comună funcționa o școală cu 105 elevi (din care 5 fete) și 2 biserici, dintre care cea mai importantă era cea clădită în 1854 de Anica Filipescu, proprietara moșiei. Pe teritoriul actual al comunei, în aceeași plasă, mai funcționau și comunele Glodeanu-Cârlig și Cotorca. Comuna Glodeanu-Cârlig conținea satele Casota, Cârligu Mare, Cârligu Mic și Smârdan, având o populație totală de 1870 de locuitori ce trăiau în 553 de case; pe teritoriul comunei Glodeanu-Cârlig funcționau o moară cu aburi, o școală cu 68 de elevi (din care 3 fete) în satul Casota, și 3 biserici. Comuna Cotorca era formată doar din satul de reședință, având 730 de locuitori și 154 de case; în ea funcționau o moară cu aburi, o stână, o biserică și o școală cu 35 de elevi (din care o singură fată).
În 1925, comuna Cotorca era deja desființată și inclusă în comuna Glodeanu-Siliștea, aflată în plasa Glodeanurile și având astfel 2846 de locuitori. Comuna Glodeanu-Cârlig se afla în aceeași plasă; pe teritoriul ei apăruse satul Văcărești (actualmente, Văcăreasca), iar satul Smârdan fusese trecut la comuna Brădeanu; în Glodeanu-Cârlig trăiau 3200 de locuitori. Comuna Cotorca a fost temporar reînființată în 1931, dar a fost la scurt timp reinclusă în comuna Glodeanu-Siliștea.
În 1950, comunele au fost incluse în raionul Mizil din regiunea Buzău și apoi (după 1952) din regiunea Ploiești. În 1968, au fost unificate și arondate județului Buzău, reînființat.

## Monumente istorice

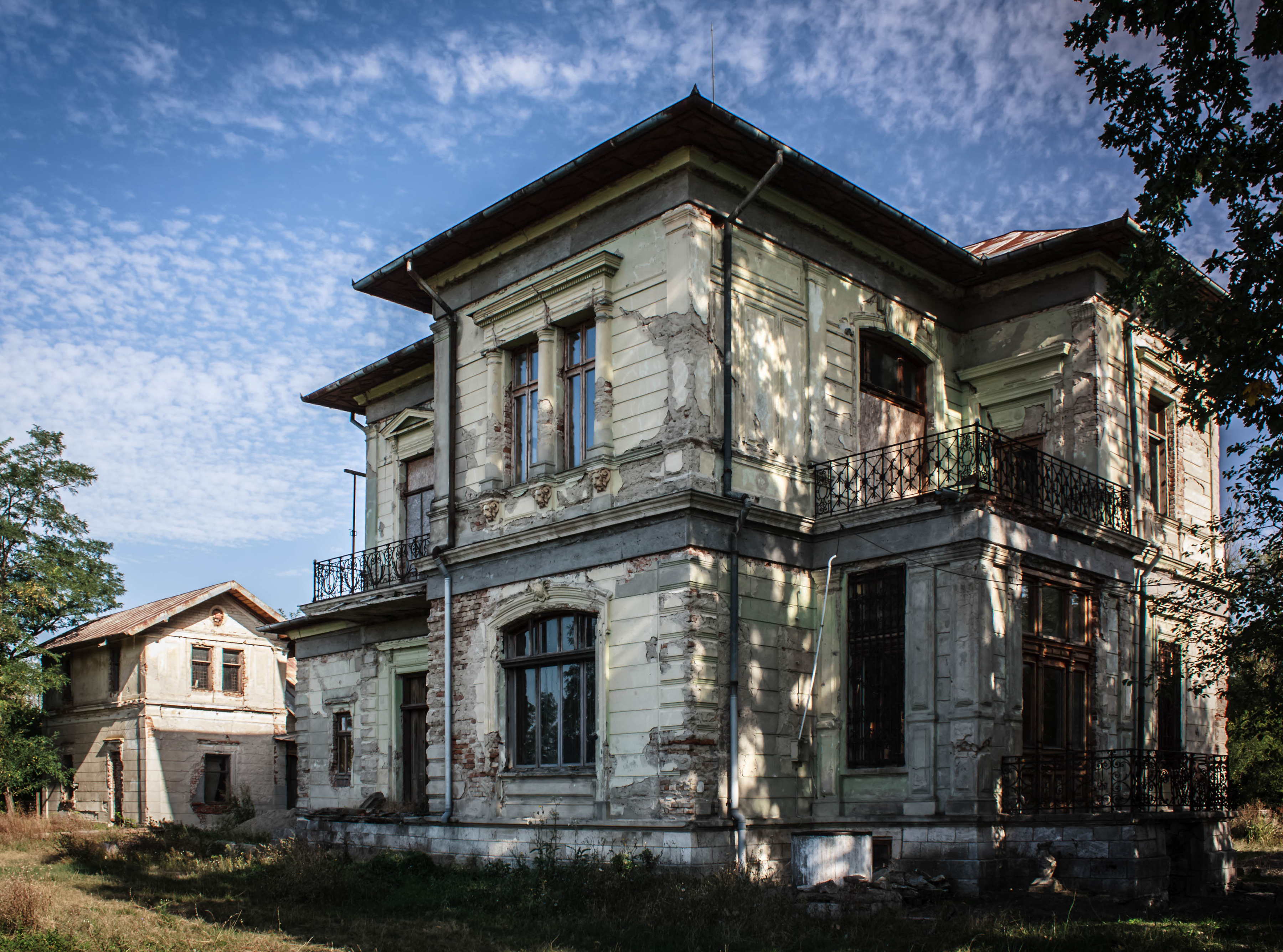
Conacul Procopie Casota din satul Casota, monument istoric

Trei obiective de pe teritoriul comunei Glodeanu-Siliștea sunt incluse în lista monumentelor istorice din județul Buzău: unul este sit arheologic, unul este monument de arhitectură și altul este monument funerar/memorial. Situl arheologic se află la sud de satul Văcăreasca, pe valea Cotorcii, în jurul lacului, în zona „La Siliște”. El cuprinde o așezare din neoliticul mijlociu (mileniul al V-lea î.e.n.), o așezare geto-dacică aparținând culturii Latène (secolele al V-lea î.e.n.–I e.n.), o așezare și o necropolă din perioada migrațiilor (secolul al IV-lea e.n.) și o așezare medievală din secolele al XVI-lea–al XVIII-lea. Monumentul de arhitectură este conacul Procopie Casota din satul Casota, datând de la 1872. Monumentul memorial este o cruce de piatră din 1870, aflată la ieșirea din satul Glodeanu-Siliștea pe DJ102H.
Glodeanu-Siliștea nativi
- Dumitra Rădulescu, născută Popescu, * 24 decembrie 1904, Glodeanu-Siliștea - † 14 februarie 1996, București, licențiată în Filologie a Universității din București, profesoară de limba română, franceză și istorie, cu examenul de "capacitate" (al doilea examen de stat), din 1933, deși rămăsese practic orfană, la doar 13 ani, de Crăciun, în 1917, când mama ei a murit în trei zile, la doar 33 de ani, găzduind - din milă, soldați bolnavi de Tifos exantematic, la trei luni după aceea murindu-i și bunica, rămânând astfel cinci copii singuri, tatăl lor fiind pe front... Acesta, "lăsat la vatră", s-a trezit fără mamă și fără nevastă, și cu trei copii mici de crescut. S-a însurat însă c-o văduvă rea și bețivă, o mama cu adevărat vitregă, care si-a adus copilul ei, în gospodăria lor, cu care și-a dat proprii copii afară din casă, bându-le averile și toată moștenirea... Sora mai mare cu trei ani, se căsătorise repede și plecase, dar mama mea dorea să-și continue școala la Buzău, însă tatăl ei n-a mai vrut să-i plătească gazda, așa c-a trebuit să fugă de-acolo..., dar n-avea unde să se ducă!!!... Deoarece însă România a continuat războiul, colonelul Ion Antonescu conducând Armata Română până la Budapesta, recucerind astfel Ardealul, unde trebuia să fie trimeasă administrație română, sora ei mai mare, a ajuns cu soțul ei polițist, la Sighișoara... Toate aceastea s-au întâmplat deci în Primul Război Mondial, mama mea s-a dus în 1920 la sora ei, în speranța că aceasta o va ține la școala, însă n-a fost să fie așa, așa c-a trebuit să se angajeze, muncind ca secretara la avocatul sas Dr. Otto Zimmermann, învățând singură, la pensiunea unde stătea, dându-și doar examenele la fiecare sfârșit de an, adcându-și însǎ pe rând și frații, pe care i-a ținut până au terminat facultatea, muncind ca funcționară, și studiind la București, fără să cunoacă vreun "concediu" sau "vacanțā", pe care le "petrecea", mundcind pentru același avocat, și după ce ieșise profesoară, până acesta a emigrat, prin anii '60...

Între timp intervenise Al Doilea Război Mondial, iar sistemul politic din țară se schimbase total... A activat la marile licee din București: "Iulia Hasdeu", "Mihai Viteazul", "Gheorghe Lazăr", dar începând din 1952, în epoca "stalinistă", a Anei Pauker, Vasile Luca, și Teohari Georgescu, fiind considerată "cârcotașă", pentrucă nu voia să i-a parte la ședințe, refuzând să învețe d.ex. limba rusă, la 50 de ani..., a fost criticată și șicanată, ca element "mic-burghez", deși avea cea mai "sănătoasă" origine..., cu educație "capitalistă", nepotrivit, care nu mai corespundea noii politici comuniste, de a cre aun om "nou" etc. ... I se trimiteau mereu inspecții, apoi a fost dată la liceul seral nou înființat, la Uzinele "Republica" (foste "Malaxa"), pe la Cățelu, pe când nu exista încă - Cartierul Balta Albă..., numită în final "Dușman al Poporului" și pensionată cu forța, în 1956, la doar 52 de ani, cu o pensie f. mică, desigur. A lăsat un Manuscris, a cărui primă parte despre comuna Glodeanu Siliștea, un fel de Monografie a satului, a fost publicată de către fiica ei, actrița Mădălina Rădulescu, în 2003, în pagina Buzău.com, dusă până în 2010 de către buzoianul Sorin Damian, biolog la "Universitatea Frederick", din Maine, USA...
--Evenimente culturale--
La Școala din Cotorca, a fost învățător Teodor Zaharescu, pe la sfârșitul sec. XIX, apoi fiica sa Ioana Biber, cu soțul ei Ion Biber, învățători model. 
Acolo existat un Muzeu cu vestigii vechi de cca. 5.000-6.000 de ani î.d.Hr., pe care l-a îngrijit învățătorul Vasilescu-Mogoș, care au fost mutate la "Muzeul de Istorie" din Buzău.
Dramaturgul George Ciprian (născut Gheorghe Constantinescu Ciprian), * 7 iunie1883, Buzău - † 8 mai 1968, București, a urmat școala primară în Glodeanu-Siliștea.

## Personalități născute aici
- Lucia Anton (1915 - 2007), monteuză de film;
- Vasile D. Nicolescu (1919 - 1982), folclorist, profesor universitar;
- Macarie Ioniță (1924 - 2007), arhimandrit;
- Tudor Pană (1930 - 2005), violonist;
- Marin Gheorghe (n. 1959), canotor.